# Championnat d'Espagne de football 1953-1954
Navigation
Primera División 1952-53 Primera División 1954-55
Le championnat d'Espagne de football 1953-1954 est la 23e édition du championnat. La compétition est remportée par le Real Madrid. Organisé par la Fédération espagnole de football, le championnat se dispute du 13 septembre 1953 au 25 avril 1954.
Le club madrilène l'emporte avec quatre points d'avance sur le tenant du titre, le CF Barcelone, et six sur le Valence CF. C'est le troisième titre des « merengues » en championnat, vingt-et-un ans après son dernier succès en 1933.
Le système de promotion/relégation ne change pas : descente et montée automatique pour les deux derniers de division 1 et les deux premiers des deux groupes de deuxième division, poule de barrage pour les treizième et quatorzième de première division en compagnie des deuxième et troisième des deux groupes de deuxième division. En fin de saison, l'Osasuna Pampelune, le Real Jaén, le Real Oviedo et le Real Sporting de Gijón sont relégués en deuxième division. Ils sont remplacés la saison suivante par le Deportivo Alavés, l'UD Las Palmas, l'Hércules Alicante et le CD Málaga, ces deux-derniers après barrages.
L'attaquant argentin Alfredo Di Stéfano, du Real Madrid, termine meilleur buteur du championnat avec 27 réalisations.

## Règlement de la compétition
Le championnat de Primera División est organisé par la Fédération espagnole de football, il se déroule du 13 septembre 1953 au 25 avril 1954.
Il se dispute en une poule unique de 16 équipes qui s'affrontent à deux reprises, une fois à domicile et une fois à l'extérieur. L'ordre des matchs est déterminé par un tirage au sort avant le début de la compétition.
Le classement final est établi en fonction des points gagnés par chaque équipe lors de chaque rencontre : deux points pour une victoire, un pour un match nul et aucun en cas de défaite. En cas d'égalité de points entre deux ou plusieurs de clubs en fin de championnat, le classement se fait à la différence de buts. L'équipe possédant le plus de points à la fin de la compétition est proclamée championne. En fin de saison, les deux derniers du championnat sont relégués en Segunda División et remplacés par les deux premiers de ce championnat. Une poule de barrage est disputée entre les treizième et quatorzième de première division en compagnie des deuxième et troisième des deux groupes de deuxième division. Les deux premiers de la poule conservent leur place ou accèdent à la première division.

## Équipes participantes
Cette saison de championnat se dispute à 16 équipes. Le Real Jaén dispute sa première saison en Primera División.
| \| A. Bilbao Séville CF Atlético Madrid Real Madrid CF Barcelone Espanyol Valence CF Celta Vigo Real Sociedad D. La Corogne Real Valladolid R. Santander Real Gijón Real Oviedo CA Osasuna Real Jaén \| Localisation des clubs engagés dans le championnat. |
| A. Bilbao Séville CF Atlético Madrid Real Madrid CF Barcelone Espanyol Valence CF Celta Vigo Real Sociedad D. La Corogne Real Valladolid R. Santander Real Gijón Real Oviedo CA Osasuna Real Jaén                                                           |

| Clubs                  | Ville           | Stade              | Capacité |
| ---------------------- | --------------- | ------------------ | -------- |
| Atlético Bilbao        | Bilbao          | San Mamés          | 42 310   |
| Atlético Madrid        | Madrid          | Metropolitano      | 58 494   |
| CF Barcelone           | Barcelone       | Las Corts          | 46 000   |
| Celta Vigo             | Vigo            | Balaidos           | 17 700   |
| Deportivo La Corogne   | La Corogne      | Riazor             | 22 182   |
| Espanyol Barcelone     | Barcelone       | Sarriá             | 30 000   |
| Real Sporting de Gijón | Gijón           | El Molinón         | 23 500   |
| Real Jaén              | Jaén            | La Victoria        | 9 040    |
| Real Madrid            | Madrid          | Chamartín          | 68 145   |
| CA Osasuna             | Pampelune       | San Juan           | 13 400   |
| Real Oviedo            | Oviedo          | Buenavista         | 16 000   |
| Real Santander         | Santander       | El Sardinero       | 21 800   |
| Real Sociedad          | Saint-Sébastien | Atocha             | 21 650   |
| Séville CF             | Séville         | Nervión            | 30 000   |
| Valence CF             | Valence         | Mestalla           | 38 000   |
| Real Valladolid        | Valladolid      | José Zorrilla (es) | 16 555   |

## Classement
| Rang | Équipe                 | Pts | J  | G  | N | P  | Bp | Bc | Diff |
| ---- | ---------------------- | --- | -- | -- | - | -- | -- | -- | ---- |
| 1    | Real Madrid            | 40  | 30 | 17 | 6 | 7  | 72 | 41 | +31  |
| 2    | CF BarceloneT          | 36  | 30 | 16 | 4 | 10 | 74 | 39 | +35  |
| 3    | Valence CFC            | 34  | 30 | 14 | 6 | 10 | 69 | 51 | +18  |
| 4    | Espanyol Barcelone     | 34  | 30 | 14 | 6 | 10 | 50 | 36 | +14  |
| 5    | Séville CF             | 32  | 30 | 15 | 2 | 13 | 57 | 49 | +8   |
| 6    | Atlético Bilbao        | 32  | 30 | 12 | 8 | 10 | 54 | 44 | +10  |
| 7    | Deportivo La Corogne   | 31  | 30 | 13 | 5 | 12 | 41 | 46 | -5   |
| 8    | Real Santander         | 31  | 30 | 12 | 7 | 11 | 53 | 61 | -8   |
| 9    | Atlético Madrid        | 29  | 30 | 11 | 7 | 12 | 57 | 47 | +10  |
| 10   | Real Sociedad          | 29  | 30 | 11 | 7 | 12 | 44 | 58 | -14  |
| 11   | Celta Vigo             | 29  | 30 | 12 | 5 | 13 | 47 | 54 | -7   |
| 12   | Real Valladolid        | 29  | 30 | 12 | 5 | 13 | 50 | 60 | -10  |
| 13   | Osasuna PampeluneP     | 28  | 30 | 12 | 4 | 14 | 46 | 54 | -8   |
| 14   | Real JaénP             | 28  | 30 | 11 | 6 | 13 | 55 | 70 | -15  |
| 15   | Real Oviedo            | 22  | 30 | 8  | 6 | 16 | 31 | 53 | -22  |
| 16   | Real Sporting de Gijón | 16  | 30 | 7  | 2 | 21 | 44 | 81 | -37  |

- Champion
- Barrages
- Relégation en Segunda División

Barrages de promotion
Les barrages opposent Barakaldo CF et UD Lleida, deuxième et troisième du groupe 1 de division 2, Hércules Alicante et CD Málaga deuxième et troisième du groupe 2 de division 2 et Osasuna Pampelune et Real Jaén, treizième et quatorzième de division 1.
Au terme des dix journées, Hércules Alicante et CD Málaga sont promus en division 1.
| Rang | Équipe            | Pts | J  | G | N | P | Bp | Bc | Diff |  | Résultats (▼ dom., ► ext.) | MAL | ALI | OSA | BAR | LLE | JAE |
| ---- | ----------------- | --- | -- | - | - | - | -- | -- | ---- |  | -------------------------- | --- | --- | --- | --- | --- | --- |
| 1    | CD Málaga         | 10  | 15 | 6 | 3 | 1 | 21 | 15 | +6   |  | CD Málaga                  |     | 0-0 | 1-1 | 3-2 | 5-3 | 3-2 |
| 2    | Hércules Alicante | 10  | 13 | 5 | 3 | 2 | 16 | 10 | +6   |  | Hércules Alicante          | 1-1 |     | 2-0 | 2-2 | 6-1 | 2-0 |
| 3    | Osasuna Pampelune | 10  | 11 | 4 | 3 | 3 | 23 | 20 | +3   |  | Osasuna Pampelune          | 3-4 | 1-0 |     | 2-1 | 2-3 | 8-4 |
| 4    | Barakaldo CF      | 10  | 9  | 3 | 3 | 4 | 18 | 20 | -2   |  | Barakaldo CF               | 1-0 | 0-1 | 3-3 |     | 4-0 | 3-2 |
| 5    | UD Lleida         | 10  | 8  | 3 | 2 | 5 | 27 | 30 | -3   |  | UD Lleida                  | 1-2 | 5-1 | 2-2 | 7-2 |     | 2-2 |
| 6    | Real Jaén         | 10  | 4  | 1 | 2 | 7 | 15 | 25 | -10  |  | Real Jaén                  | 1-2 | 0-1 | 0-1 | 0-0 | 4-3 |     |

- Promu en Primera División
- Relégation en Segunda División

## Bilan de la saison
| Championnat d'Espagne de football 1953-1954 |                        |
| Champion                                    | Real Madrid (3e titre) |
| Dauphin                                     | CF Barcelone           |
| Coupes et trophées                          |                        |
| Vainqueur de la Coupe d'Espagne 1953-1954   | Valence CF             |
| Vainqueur de la Coupe Eva Duarte            | CF Barcelone           |
| Promotions et relégations                   |                        |
| Promus en Primera División                  | Deportivo Alavés       |
| Promus en Primera División                  | UD Las Palmas          |
| Promus en Primera División                  | Hércules Alicante      |
| Promus en Primera División                  | CD Málaga              |
| Relégués en Segunda División                | Osasuna Pampelune      |
| Relégués en Segunda División                | Real Jaén              |
| Relégués en Segunda División                | Real Oviedo            |
| Relégués en Segunda División                | Real Sporting de Gijón |